# Бару, Франсуа
Франсуа́ Бару́ (фр. François Barouh; 16 января 1955, Сийери) — французский гребец-байдарочник, выступал за сборную Франции в первой половине 1980-х годов. Бронзовый призёр летних Олимпийских игр в Лос-Анджелесе, победитель регат национального и международного значения.

## Биография
Франсуа Бару родился 16 января 1955 года в коммуне Сийери, департамент Марна. Активно заниматься греблей начал в раннем детстве, проходил подготовку в спортивном клубе коммуны Марсак-Сюр-Л’Иль.
Первого серьёзного успеха на взрослом международном уровне добился в 1980 году, когда попал в основной состав французской национальной сборной и отправился на летние Олимпийские игры в Москву — несмотря на то что Франция формально бойкотировала эту Олимпиаду, Бару всё же выступил на ней под нейтральным олимпийским флагом. Он участвовал в зачёте четвёрок на тысяче метрах, сумел пробиться в финальную стадию турнира, но в решающем заезде финишировал только шестым.
После московской Олимпиады Бару остался в основном составе гребной команды Франции и продолжил принимать участие в крупнейших международных регатах. Так, благодаря череде удачных выступлений он удостоился права защищать честь страны на Олимпийских играх 1984 года в Лос-Анджелесе. С четырёхместным экипажем, куда также вошли гребцы Филипп Боккара, Паскаль Бушери и Дидье Вавассёр, завоевал в четвёрках на дистанции 1000 метров бронзовую медаль — пропустил вперёд лишь экипажи из Новой Зеландии и Швеции. Вскоре по окончании этих соревнований принял решение завершить карьеру профессионального спортсмена, уступив место в сборной молодым французским гребцам.